# Avoir vingt ans
Pour plus de détails, voir Fiche technique et Distribution.
Avoir vingt ans (Avere vent'anni) est un film italien réalisé par Fernando Di Leo et sorti en 1978.
Il s'agit probablement du film le plus censuré et le plus controversé de son réalisateur Fernando Di Leo. Mettant en vedette Gloria Guida et Lilli Carati, deux actrices alors très en vogue dans la comédie érotique italienne, le titre s'inspire d'une phrase de Paul Nizan, présente dans son roman Aden Arabie, qui est reproduite dans le générique du film : « J'avais vingt ans. Je ne laisserai personne dire que c’est le plus bel âge de la vie. »

## Synopsis
Durant la dernière vague des années de contestation et d'émancipation des années 1970, Lia et Tina sont deux jeunes femmes belles, libres et émancipées qui se rencontrent sur une plage. Elles décident de se rendre en stop à Rome, dans la communauté hippie dirigée par Nazariota, peuplée de curieux personnages. Les filles décident d'y rester et, pour subvenir à leurs besoins, vendent des encyclopédies au porte-à-porte.
Lors d'une perquisition de la police, de la drogue est trouvée dans la communauté (amenée par Riccetto qui est leur indic) et les deux filles sont renvoyées dans leur région d'origine. Sur le chemin du retour, toujours en auto-stop, elles décident de s'arrêter dans une trattoria isolée, où elles sont harcelées par un groupe de clients. Tina et Lia s'enfuient dans les bois, où elles sont rattrapées par le groupe, attaquées, violées et finalement sauvagement mutilées et assassinées.

## Fiche technique
- Titre original : Avere vent'anni[2],[3]
- Titre français : Avoir vingt ans
- Réalisation : Fernando Di Leo
- Scénario : Fernando Di Leo
- Photographie : Roberto Gerardi
- Montage : Amedeo Giomini
- Musique : Franco Campanino
- Décors et costumes : Francesco Cuppini
- Maquillage : Lamberto Marini, Silvana Petri
- Production : Vittorio Squillante
- Société de production : International Daunia Film
- Pays de production :  Italie
- Langue originale : italien
- Format : Couleurs par Eastmancolor - 1,85:1 - Son mono - 35 mm
- Genre : Drame érotique
- Durée : 94 minutes
- Date de sortie : 
  - Italie : 14 juillet 1978
  - France : 1er juin 2021 (sortie DVD)

## Distribution
|                     |  |                      |
| Lia (Gloria Guida). |  | Tina (Lilli Carati). |

- Gloria Guida : Lia
- Lilli Carati : Tina
- Ray Lovelock : Rico
- Vincenzo Crocitti (it) : Riccetto
- Giorgio Bracardi (it) : le commissaire Zambo
- Leopoldo Mastelloni (it) : Argiumas
- Serena Bennato : conductrice lesbienne
- Daniele Vargas : Professeur Affatati
- Vittorio Caprioli : le Nazariot
- Licinia Lentini (it) : cliente lesbienne
- Daniela Doria : Patrizia, fille-mère
- Raoul Lovecchio (it) : commissaire adjoint
- Eolo Capritti (it) : questeur
- Fernando Cerulli (it) : retraité du trésor
- Flora Carosello (it) : gouvernante du Professeur Affatati
- Roberto Reale (it) : chef des voyous

## Production
Le film a été tourné en 1978, mais le scénario datait de plusieurs années auparavant. Di Leo avait en tête de faire le portrait des filles libres et émancipées qui évoluent dans la société italienne post-soixante-huitarde.

## Censure
Le film a eu de nombreux problèmes avec la censure, notamment en raison de la fin très violente, dans laquelle les deux filles sont violées et battues à mort, et où Lilli Carati finit empalée avec une branche plantée dans son vagin. Le film est immédiatement retiré des salles italiennes, coupé et largement remonté. La fin a été modifiée pour donner au film un dénouement heureux, ce qui change le sens du film du tout au tout. Cette version est mal distribuée et n'a pas rapporté beaucoup d'argent.
Di Leo a déclaré : « Gloria Guida et Lilli Carati étaient très aimées d'un certain public, et le fait que je les ai fait tuer, violer de cette manière féroce, je ne sais pas... probablement quand le spectateur lambda est allé au bar et qu'une fille lui a demandé : "Comment il est alors, le film Avoir vingt ans ?", il a répondu : "N'y allez pas". Alors que d'habitude, si on aime le film, on dit : "Allez le voir". La mort des héroïnes a dû empêcher les jeunes d'aller le voir, alors que le film leur était destiné. Ce n'est pas un échec, parce que le film est rentré dans ses frais, mais ce n'est pas le succès que j'imaginais, j'ai mal calculé mon coup. ».

### Les différentes versions
Quelques jours après sa sortie en octobre 1978, le film a été retiré des salles de cinéma et redistribué avec d'importantes coupures. Les scènes supprimées étaient le tout début sur la plage, les scènes saphiques entre les deux femmes principales et le dénouement violent.
La version coupée a été distribuée à l'été 1979, mais n'a pas connu un grand succès ; cette version a été distribuée plus tard sur VHS.
Des années plus tard, une version rééditée et doublée est sortie, mais le résultat a dénaturé le film. En 2004, la version intégrale voulue par le réalisateur est enfin sortie en DVD, avec les séquences saphiques et la fin originale.
Le DVD Blu-ray français sorti en 2021 présente la version longue originale, et la version courte en bonus.

## Bande originale
- Avere vent'anni, de Gloria Guida (interprétation)
- Disco Is Here to Stay, d'Alain Leroux (composition)
- Disco Maniac, d'Alain Leroux (composition)
- Even If You're not the Firstone, de Daniele Patucchi (it) (composition)
- Noi - ti voglio, d'Ornella Vanoni et New Trolls (interprétation)

## Présuite non réalisée
Di Leo avait l'intention de réaliser une présuite au film, dont l'action se déroulerait durant l'été 1940. Les protagonistes devaient toujours être Gloria Guida et Lilli Carati et le titre devait être Quello che volevano sapere due ragazze perbene (litt. « Ce que deux jeunes filles honnêtes voulaient savoir »). Le film n'a cependant jamais été réalisé.